# Kronkup
Kronkup är en ort i Australien. Den ligger i kommunen Albany och delstaten Western Australia, omkring 380 kilometer sydost om delstatshuvudstaden Perth. Antalet invånare är 298.
Trakten är glest befolkad. Närmaste större samhälle är Grasmere, omkring 13 kilometer öster om Kronkup. 
Genomsnittlig årsnederbörd är 1 017 millimeter. Den regnigaste månaden är juni, med i genomsnitt 147 mm nederbörd, och den torraste är februari, med 22 mm nederbörd.